# تحریم خرید
تحریم خرید کنشی اجتماعی از سوی بدنه جامعه معترضان در خیزش ۱۴۰۱ ایران بود که در طی آن مشتریان شرکت‌های وابسته به حکومت یا شرکت‌هایی که در مدت اعتراض برای سرکوب معترضان به حکومت یاری می‌رسانند را تحریم کرده و از خرید خدمات و کالاهای این شرکت‌ها خودداری می‌کردند.

## بستنی میهن
اواسط مهرماه در شبکه‌های اجتماعی گزارش‌هایی منتشر شد که نشان می‌داد کامیون‌های باری شرکت میهن با نیروهای امنیتی برای جابجایی آنها به داخل دانشگاه‌ها یا کلانتری‌ها همکاری کرده‌اند. این امر سبب شد تا کاربران شبکه‌های اجتماعی و کنشگران رسانه‌ای به‌طور وسیع از مردم بخواهند تا خرید محصولات میهن را تحریم کنند. به دنبال تحریم «شرکت میهن» توسط مردم شماری از کارگران و راننده‌های این شرکت در ویدیویی تبلیغاتی انتقال نیروی‌های سرکوبگر با مینی‌کامیون‌های یخچال‌دار این شرکت را تکذیب کردند و از مردم خواسته‌اند به تحریم این شرکت پایان دهند، زیرا ادامه این تحریم موجب از دست رفتن معیشت آنها می‌شود.

## دیجی‌کالا
تحریم خرید دیگر شرکت دیجی‌کالا را نشانه رفت و در فضای مجازی حملاتی به ساختار حاکمیتی آن مجموعه صورت گرفت و تعداد زیادی توییت با نسبت دادن این شرکت به نهادهای حاکمیتی خواستار تحریم آن شدند. پیرو این موضوع دیجی کالا ساختار سهام‌داری و حاکمیت شرکتی خود را  منتشر کرد. همچنین حمید محمدی مدیرعامل دیجی‌کالا نیز در یک توییت گفت:
حتی یک سهم هم به شرکت‌های دولتی و حاکمیتی عرضه نشده و این شرکت تماماً خصوصی است.